# 法輪 (高曇晟)
法輪（ほうりん）は、隋末唐初に自立した高曇晟が立てた私年号。618年。

## 西暦・干支との対照表
| 法輪 | 元年  |
| 西暦 | 618年 |
| 干支 | 戊寅  |